# Шлеттштадт, Самуил
Самуил бен-Аарон Шлеттштадт (нем. Samuel ben Aaron Schlettstadt; около XIV века, Селеста, Священная Римская империя — около XIV века) — германский галахист и раввин, родом из города Шлеттштадта (ныне Селеста во Франции), глава иешивы в Страсбурге.
В раввинской литературе его имя популярно благодаря его сокращённой редакции значимой в иудаизме «Книги Мордехая» рабби Мордехая бен-Гиллель (XIII век), под названием «Kizzrur Mordechai» или «Mordechai ha-Katan», именуемой также «Малым Мордехаем», в отличие от первого «Великого». В своём труде, следуя в целом Мордехаю, Шлеттштадт всё же является довольно часто самостоятельным в кодификации законов (ЕЭБЕ). Сочинение это долго считалось оригинальным. Шлеттштадт снабдил «Мордехай» примечаниями («Hagahot Mordechai», то есть глоссы к «Мордехай»), напечатанными впервые в Riva di Trento (Италия) в 1558 году.